# Государственный строй Ирана
Иран по конституции 1979 года является исламской республикой. Исламская Республика Иран (ИРИ) была основана 1 апреля 1979 года в результате Исламской революции 1978—1979 годов. Ислам шиитского толка джафаритского мазхаба является государственной религией Ирана. Иран — одна из немногих существующих теократий в мире.

## Высший руководитель
Высший руководитель, «Рахбар» (перс. رهبر معظم‎ — рахба́ре моаззам, также известен как факих), является главой государства и верховным главнокомандующим вооружёнными силами. Он определяет общее направление развития страны, внешнюю и внутреннюю политику. Рахбар назначает руководителей силовых ведомств, государственных телевизионных и радио-каналов, а также шестерых из 12 членов Совета стражей. Высший руководитель избирается Советом экспертов. Этот Совет в свою очередь избирается населением среди особого списка кандидатур из духовенства.
Статья 57 Конституции Исламской Республики Ирана, определяя принципы гос. устройства, гласит:
«Управление Исламской Республики Иран осуществляется законодательной, исполнительной и судебной властями, которые функционируют под контролем абсолютного правления религиозного Лидера и согласно нижеследующим статьям Конституции. Указанные власти независимы друг от друга».
Формально Рахбар подотчётен Совету и по конституции может быть в любое время снят им с должности.

## Исполнительная власть
Конституция определяет президента как главу исполнительной власти и второе после Высшего руководителя лицо в Иране. Президент назначает кабинет министров и руководит его работой. Фактически, президент выполняет функции премьер-министра до Исламской революции — позднее этот пост был упразднён. Правительство, состав которого утверждается Меджлисом, состоит из 21 министра. Кроме того, 10 вице-президентов также утверждаются иранским парламентом. Главной особенностью исполнительной власти в Иране является то, что ей неподконтрольны вооружённые силы. Министр обороны назначается президентом, но только по согласованию с Высшим руководителем. Президент избирается всенародным голосованием на 4-летний срок и имеет право занимать этот пост не более двух раз подряд. Его кандидатура утверждается Советом стражей.
Высшим исполнительным и распорядительным органом государственной власти Исламской Республики Иран является Правительство Исламской Республики Иран (перс. دولت جمهوری اسلامی ایران‎).
Подотчётен Главе Исламской Республики Иран и подконтролен Меджлису.
Статус и порядок его деятельности определены статьей 2 Конституции ИРИ.

## Законодательная власть

### Исламский консультативный совет
Исламский консультативный совет, Меджлис — однопалатный парламент Ирана. Меджлис состоит из 290 депутатов, выбираемых всенародным голосованием на 4-летний срок. Меджлис занимается составлением законопроектов и бюджета, ратификацией международных договоров. Кандидаты в депутаты также утверждаются Советом стражей.

### Совет стражей конституции
Совет стражей — особый государственный орган, состоящий из 12 человек: шестерых представителей исламского духовенства, назначаемых Высшим руководителем, и шестерых юристов, назначаемых главой судебной системы. Совет стражей имеет исключительное право вносить поправки в конституцию страны, а также утверждать кандидатуры на высшие государственные посты, в том числе президента. Кроме того, в обязанности Совета входит наблюдение за деятельностью Меджлиса. Совет имеет право наложить вето на любой законопроект и вернуть его на переработку в парламент.

### Совет целесообразности
Совет по определению политической целесообразности — совещательный орган при Высшем руководителе, который также занимается тем, что разрешает спорные вопросы между Меджлисом и Советом стражей.

## Судебная власть
Глава судебной системы, назначаемый на пост Высшим руководителем, назначает председателей Верховного суда и Генерального прокурора. Судебная система состоит из Народного суда, занимающегося гражданскими и уголовными делами, и Революционного суда, в компетенцию которого входят особые преступления, в том числе против государства. Вердикт Революционного суда не подлежит апелляции. Кроме того, существует Особый духовный суд. Решения этого суда также не подлежат обжалованию, он действует отдельно от общей судебной системы.

## Совет экспертов
Совет экспертов состоит из 86 представителей исламского духовенства и собирается на неделю дважды в год. Совет избирает Высшего руководителя и имеет право сместить его с должности в любое время. Заседания Совета носят закрытый характер. Члены Совета избираются всенародным голосованием на восьмилетний срок.

## Административное деление
Иран разделён на 30 провинций, 324 области и 865 районов. Провинции (останы — استان‌ها) управляются губернаторами, назначаемые министром внутренних дел по согласованию с президентом. Останы Ирана: Восточный Азербайджан, Западный Азербайджан, Ардебиль, Бушир, Гилян, Голестан, Зенджан, Илам, Исфахан, Йезд, Казвин, Керман, Керманшах, Кохгилуйе и Бойерахмед, Кум, Курдистан, Лурестан, Мазендеран, Меркези, Семнан, Систан и Белуджистан, Тегеран, Фарс, Хамадан, Хормозган, Северный Хорасан, Хорасан-Резави, Южный Хорасан, Хузестан, Чехармехаль и Бахтиария.